# (504423) 2008 AZ28
2008 AZ28 este un asteroid din centura principală, descoperit pe styczeń 2008, de Calvin College.